# 朱妍 (歌手)
朱妍（1985年3月10日—），汉族，中國大陆歌手，毕业於信阳师范学院，2005年参加湖南卫视《超级女声》获得郑州冠军、全国第10名，从而踏入演艺圈，现为北京军区空军政治部文工团歌手，出道至今，发行2张专辑。

## 主要经历
- 1985年，出生于河南省周口市；
- 1994年，全国青少年“爱我中华，爱我家乡”读书教育活动获周口特等奖、全国一等奖，参加北京夏令营；
- 1995年，在全国青少年“热爱祖国做四有新人”读书教育活动中获全国特等奖，第二次进京，并在人民大会堂参加颁奖仪式，受到陈穆华等党和国家领导人的接见；
- 1996年，在周口地区举办的纪念建党七十五周年“建行纺办杯”歌手大赛中荣获一等奖
- 1997年，在周口地区“迎接香港回归”读书演讲活动中获一等奖、“伊斯特”杯电视节目主持人大赛中获二等奖，被聘请为周口电视台特邀节目主持人；
- 1999年，初中毕业，考入河南大学音乐系五年制专业声乐班；
- 2001年，在河南省文化厅组织的艺术歌曲大赛中获美声唱法三等奖。
- 2002年，在河南电视台动感100通俗歌手擂台赛中分别获得周擂主和月擂主。
- 2003年，投师至总政歌舞团作曲家傅晶门下，参加“首届中国青少年演艺新人推选活动”获得河南赛区金奖，全国赛特别奖；
- 2004年，考入信阳师范学院音乐系本科班，同年参加“首届中华姓氏文化节”开幕式；
- 2005年，参加湖南卫视《2005超级女声》获得郑州冠军、全国第10名，从此踏入演艺圈[1][2][3]；
- 2006年，参与超级女声全国12大城市巡回演唱会；
- 2007年，参加“文明之城、魅力无限、唱响奥运”“百花奖”[4]等大型文艺晚会；
- 2008年，参加首届国际老子文化节，并发行单曲《大爱》《我是80后》等；
- 2009年，发行单曲《我的父亲》；
- 2010年，发行第一张个人专辑《阳光雨》；
- 2011年，签约北京军区空军政治部文工团[5]，发行第二张个人专辑《你是我爱的风景线》[6]；
- 2012-2013年，参军入伍，成为部队文艺兵，以军旅歌手身份在央视各大晚会亮相

## 音乐作品

### 专辑/EP
| 專輯   | 專輯資料                                                                                       | 曲目 |
| ------ | ---------------------------------------------------------------------------------------------- | --- |
| 第一张 | 《阳光雨》 - 发行公司：北京鸟人艺术文化传播公司 - 發行日期：2010-10-01 - 曲目数量：10          | 曲目 1. 阳光雨 2. 龙腾飞 3. 温暖人间 4. 大中原 5. 禅心 6. 天下父母心 7. 孝心 8. 我的父母兄妹 9. 回家过年 10. 幸福空间 |
| 第二张 | 《你是我爱的风景线》 - 发行公司：北京鸟人艺术文化传播公司 - 發行日期：2011-10-01 - 曲目数量：6 | 曲目 1. 你是我爱的风景线 2. 灯火阑珊处 3. 相伴相依 4. 吐鲁番的葡萄甜了 5. 我是80后 6. 3千古英雄                       |

### 超女历程
- 郑州唱区海选演唱曲目：《阳光大道》
- 郑州唱区50进20演唱曲目：《在等待》
- 郑州唱区20进10演唱曲目：《神奇的九寨》
- 郑州唱区10进7演唱曲目：《向天再借五百年》
- 郑州唱区7进5演唱曲目：《新不了情》
- 郑州唱区5进3演唱曲目：《祝你一路顺风》
- 全国总决选10进8演唱曲目：《新不了情》人气不如赵静怡，成为第十名